# 카를로스 로돈
카를로스 안토니오 로돈(Carlos Antonio Rodón, 1992년 12월 10일 ~ )은 미국의 야구 선수로 아메리칸 리그 뉴욕 양키스 소속의 투수이다.

## 경력

### 메이저 리그 이전
플로리다 주 마이애미 태생의 로돈은 노스캐롤라이나 주로 이사하여 유년 시절의 대부분을 그곳에서 보냈고, 그 지역의 고등학교인 홀리 스프링스 고등학교에 진학한다. 그리고 2010년에 10승 1패에 115개의 탈삼진과 0.80의 평균자책점을 기록하였고, 2011년에는 11승 0패에 135개의 탈삼진과 1.40의 평균자책점을 기록하며 모교인 홀리 스프링스 고등학교를 노스캐롤라이나 주 챔피언쉽으로 이끌었다. 이러한 활약을 바탕으로 2011년 메이저리그 신인드래프트에서 밀워키 브루어스로부터 16라운드에 지명을 받았지만, 이를 거부하고 노스캐롤라이나 주립 대학교에 진학하였다. 대학 진학 후에도 135개의 탈삼진을 기록하며 노스캐롤라이나 대학교의 신입생 최다 탈삼진 기록을 경신하였고, 2013년에는 팀을 대학 야구 월드시리즈로 이끄는 등 뛰어난 활약을 펼쳤다. 그리고 2014년 메이저리그 신인드래프트에서 시카고 화이트삭스에 1라운드 지명을 받았고 7월 11일에 계약을 체결하였다.

### 시카고 화이트삭스
시카고 화이트삭스에 입단한 로돈은 2015년 4월 21일 클리블랜드 인디언스전에 메이저리그 데뷔전을 가졌다. 그리고 그 해에 26경기 중 23경기에 선발 등판하여 9승 6패에 139개의 탈삼진과 3.75의 평균자책점을 기록하였다. 2016년에는 왼쪽 손목 염좌로 15일 부상자 명단에 등재되기도 했지만 28경기에 선발 등판하여 9승 10패에 168개의 탈삼진과 4.04의 평균자책점을 기록하였다. 그리고 이 시즌에 165이닝을 소화하며 데뷔 첫 규정 이닝 돌파를 달성하였다. 그러나 2017년부터 2020년까지 어깨 부상, 팔꿈지 부상으로 인한 토미 존 수술 등으로 인해 4시즌 동안 43경기 등판에 그치는 등 부진하는 모습을 보여주었다. 특히 2020년에는 4경기(2경기 선발 등판)에 등판하여 0승 2패 8.22의 평균자책점을 기록하는 등 부진하였고, 시즌 종료 후 팀에서 논텐더 방출되었지만, 1년 300만 달러의 단년 계약을 체결하며 팀에 잔류하였다. 2021년 시즌에 돌입한 후에는 4월 20일 클리블랜드 인디언스전에는 9이닝 동안 몸에 맞는 볼 1개 만을 기록하며 메이저리그 커리어 첫 노히트 노런을 달성하였다. 그리고 아메리칸 리그 올스타에 선정되며 커리어 첫 올스타에 선정되었다. 왼쪽 어깨 피로 증상 등으로 인해 부상자 명단에 오르기도 했지만, 24경기에 선발 등판하여 13승 5패에 185개의 탈삼진과 2.37의 평균자책점을 기록하며 팀이 13년 만에 아메리칸 리그 중부 지구 1위를 달성하는데 일조하였다. 이러한 활약을 바탕으로 규정 이닝을 달성하지 못하였음에도 불구하고 사이 영 상 투표에서 5위를 차지하였다. 그리고 시즌 종료 후 FA 자격을 취득하였다.

### 샌프란시스코 자이언츠
2021년 시즌을 마친 후 FA 자격을 취득하였고, 3월 14일에 2년 4400만 달러에 1년 차 시즌 후 옵트아웃 권리 행사를 조건으로 샌프란시스코 자이언츠와 계약을 체결하였다. 그리고 4월 9일에 마이애미 말린스를 상대로 샌프란시스코 자이언츠에서의 데뷔전을 치렀고, 이 경기에서 5이닝을 투구하는 동안 12개의 탈삼진을 기록하며 후안 마리샬과 함께 샌프란시스코 자이언츠 선수로서 데뷔 전에서 가장 많은 탈삼진을 기록한 선수로 등극하였다. 또한 4월 20일 뉴욕 메츠 전까지 3경기에서 도합 29개의 탈삼진을 기록하며 클리프 멜튼의 첫 3경기 최다 탈삼진 기록을 경신하는 기록을 달성하였다. 이러한 활약 들을 바탕으로 전반기 종료 후 내셔널 리그 올스타에 선정되었다. 후반기에 돌입한 후에도 13경기에 선발 등판하여 6승 3패에 106개의 탈삼진과 3.21의 평균자책점을 기록하는 등 에이스 역할을 수행하였다. 그리하여 최종적으로는 31경기에 선발 등판하여 14승 8패에 237개의 탈삼진과 2.88의 평균자책점을 기록하였고,  사이 영 상 투표에서 6위를 차지하였다. 그리고 옵트아웃 조항을 행사하여 FA 신분이 되었다.

### 뉴욕 양키스
2022년 시즌을 마친 후 옵트아웃 조항을 발동하여 FA 자격을 취득하였고, 12월 15일에 뉴욕 양키스와 6년 1억 6200만 달러의 계약을 체결하였다. 

## 수상 경력
- 2021년 아메리칸 리그 올스타
- 2022년 내셔널 리그 올스타

## 통산 투수 기록
| 연 도          | 소 속          | 나 이          | 승 리 | 패 전 | 승 률 | 평 자 책 | 출 장 | 선 발 | 완 투 | 완 봉 | 세 이 브 | 홀 드 | 이 닝 | 피 안 타 | 피 홈 런 | 볼 넷 | 고 4 | 탈 삼 진 | 몸 맞 | 보 크 | 폭 투 | 실 점 | 자 책 | 타 자 수 | W H I P |
| -------------- | -------------- | -------------- | ----- | ----- | ----- | -------- | ----- | ----- | ----- | ----- | -------- | ----- | ----- | -------- | -------- | ----- | ---- | -------- | ----- | ----- | ----- | ----- | ----- | -------- | ------- |
| 2015           | CHW            | 22             | 9     | 6     | .600  | 3.75     | 26    | 23    | 1     | 0     | 0        | 0     | 139.1 | 130      | 11       | 71    | 0    | 139      | 8     | 0     | 7     | 63    | 58    | 607      | 1.443   |
| 2016           | CHW            | 23             | 9     | 10    | .474  | 4.04     | 28    | 28    | 0     | 0     | 0        | 0     | 165.0 | 176      | 23       | 54    | 3    | 168      | 6     | 1     | 11    | 82    | 74    | 715      | 1.394   |
| 2017           | CHW            | 24             | 2     | 5     | .286  | 4.15     | 12    | 12    | 0     | 0     | 0        | 0     | 69.1  | 64       | 12       | 31    | 0    | 76       | 3     | 0     | 4     | 35    | 32    | 297      | 1.370   |
| 2018           | CHW            | 25             | 6     | 8     | .429  | 4.18     | 20    | 20    | 0     | 0     | 0        | 0     | 120.2 | 97       | 15       | 55    | 1    | 90       | 12    | 0     | 4     | 61    | 56    | 511      | 1.260   |
| 2019           | CHW            | 26             | 3     | 2     | .600  | 5.19     | 7     | 7     | 0     | 0     | 0        | 0     | 34.2  | 33       | 4        | 17    | 0    | 46       | 1     | 0     | 5     | 22    | 20    | 158      | 1.442   |
| 2020           | CHW            | 27             | 0     | 2     | .000  | 8.22     | 4     | 2     | 0     | 0     | 0        | 0     | 7.2   | 9        | 1        | 3     | 0    | 6        | 1     | 0     | 1     | 7     | 7     | 35       | 1.565   |
| 2021           | CHW            | 28             | 13    | 5     | .722  | 2.37     | 24    | 24    | 1     | 1     | 0        | 0     | 132.2 | 91       | 13       | 36    | 1    | 185      | 8     | 0     | 7     | 39    | 35    | 534      | .957    |
| 2022           | SFG            | 29             | 14    | 8     | .636  | 2.88     | 31    | 31    | 1     | 0     | 0        | 0     | 178.0 | 131      | 12       | 52    | 0    | 237      | 3     | 0     | 10    | 59    | 57    | 710      | 1.028   |
| MLB 통산 : 8년 | MLB 통산 : 8년 | MLB 통산 : 8년 | 56    | 46    | .549  | 3.60     | 152   | 147   | 3     | 1     | 0        | 0     | 847.1 | 731      | 91       | 319   | 5    | 947      | 42    | 1     | 49    | 368   | 339   | 3567     | 1.239   |

- 시즌 기록 중 굵은 글씨는 해당 시즌 최고 기록